# Ulica Antoniego Mackiewicza w Warszawie
Ulica Antoniego Mackiewicza – ulica w dzielnicy Praga-Północ w Warszawie. 

## Opis
Jej przebieg ustalono w roku 1933, jako drogę dojazdową do nowo wytyczonych parceli należących do Józefa Holtorffa; zachował on jedynie działkę u zbiegu z Targową, pozostałe sprzedał pod zabudowę. Nazwa ulicy funkcjonuje od 1 stycznia 1938 roku. Upamiętnia powstańca styczniowego Antoniego Mackiewicza.
Z powodu przebiegu wzdłuż nasypu Kolei Warszawsko-Terespolskiej i kolei średnicowej ulica zyskała zabudowę tylko lewej, nieparzystej pierzei. Biegnie od ulicy Targowej i kończy się ślepo przy terenach kolejowych.
Z czterech wystawionych budynków wyróżnia się kamienica pod nr 1, zbudowana dla Józefa Holtorffa i Henryka Bieleckiego w latach 1936–1937 według projektu Bolesława Szmidta. Kamienica jest rzadkim na terenie dzielnicy przykładem późnego funkcjonalizmu. Jej dynamiczna fasada otrzymała zaokrąglony prawy narożnik, ponad którym znajduje się taras z balustradą złożoną z poziomych, grubych prętów, przeciętych elementem w kształcie litery V.